# Poniec

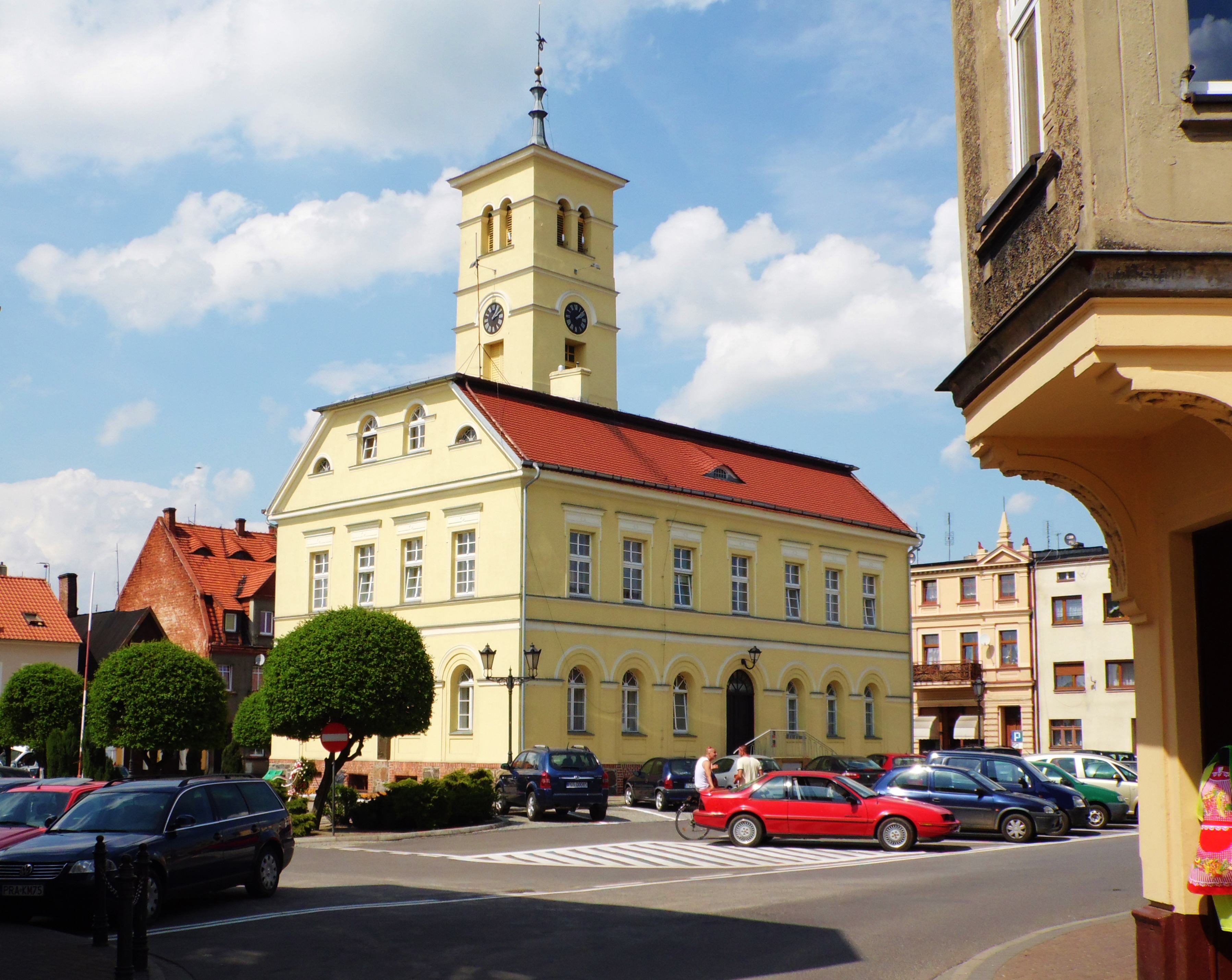
Stadshuset.

Poniec eller Punitz (tyska och svenska) är en stad belägen 70 km söder om Poznan i Polen. Den är mest känd för slaget vid Punitz den 28 oktober 1704, då Karl XII med 3 000 ryttare anföll och sprängde en retirerande sachsisk häravdelning.